# 룩백 (영화)
《룩백》(일본어: ルックバック, 영어: Look Back)는 2024년 6월 28일에 개봉한 일본의 애니메이션 드라마 영화이다. 체인소 맨을 그린 것으로 유명한 후지모토 타츠키의 단편 만화 룩 백을 원작으로 하는 장편 애니메이션 영화이다. 

## 출연

### 주연
- 카와이 유미 : 후지노[1] 목소리 역
- 요시다 미즈키 : 쿄모토 목소리 역

## 기타
- 일본 극장 한정 특전으로 원작자 후지모토 타츠키의 원작 만화와 동일한 분량의 네임을 전 페이지 수록한 <Original Storyboard>를 개봉일인 6월 28일부터 선착순으로 1인 1부 증정한다.